# Подо-Калинівка
Подо-Кали́нівка — село в Україні, в Ювілейній селищній громаді Херсонського району Херсонської області. Населення становить 1772 осіб.

## Географія
Село розташоване за 43 км від міста Олешки та за 14 км від найближчої залізничної станції Великі Копані, на межі «Української піщаної пустелі», що є найбільшою в Європі.

## Назва
Назва села утворилася після об'єднання двох сусідніх сіл в одне — Подове та колгосп імені Калініна. Село Подове отримало свою назву через його розташування в низині, а назва Калинівка походить від заснованого колгоспу імені Калініна. У Подовому ж був колгосп імені Сталіна. Оскільки нове село не мало власної назви, то місцеві село називали просто — Там (у Калініна). До 1940-х років село мало назву Подове. Згодом було вирішено об'єднати два села в одне, яке отримало назву — Подо-Калинівка.

## Історія
Село Поди засноване переселенцями з Козачих Лагерів, а Калинівка — переселенцями з Великих Копанів.
До 2016 року село перебувало в складі Цюрупинського району, який був в тому ж році перейменований в Олешківський район. 20 липня 2017 року, в ході децентралізації, село увійшло до складу Ювілейної сільської громади Олешківського району.
17 липня 2020 року, в результаті адміністративно-територіальної реформи та ліквідації Олешківського району, село увійшло до складу Херсонського району.

### Російське вторгнення в Україну (з 2022)
Село перебуває під тимчасовою окупацією російських військ з початку вторгнення 24 лютого 2022 року.
У червні 2023 року село було тимчасово затоплено через підрив Каховської ГЕС.
28 вересня 2023 року українські війська завдали удару по місцевій школі, де було скупчення російських військ.
22 лютого 2024 року ЗСУ вдарили по скупченню російських військовослужбовців у полі поруч із селом (по одному з полігонів, де окупанти готують штурмові групи та відпрацьовували злагодженість дій), в результаті чого загинули близько 60 російських окупантів. За даними Сил оборони України, під обстріл потрапили російські 328 ДШП, 810 ОБрМП та 81 САП. Подо-Калинівка розташована за 27 км по прямій від Кринок — місця запеклих боїв на лівому березі Дніпра взимку 2024 року.

## Населення
Згідно з переписом УРСР 1989 року чисельність наявного населення села становила 1549 осіб, з яких 711 чоловіків та 838 жінок.
За переписом населення України 2001 року в селі мешкали 1772 особи.

### Мовний склад
Рідна мова населення за даними перепису 2001 року:
| Мова       | Чисельність, осіб | Доля     |
| ---------- | ----------------- | -------- |
| Українська | 1 687             | 95,20 %  |
| Російська  | 77                | 4,35 %   |
| Інше       | 8                 | 0,45 %   |
| Разом      | 1 772             | 100,00 % |

## Інфраструктура
- Заклад загальної середньої освіти І—ІІІ ступенів.
- Заклад дошкільної освіти.
- Будинок культури.
- Сільська бібліотека.
- Амбулаторія.